# Meral Al-Mer
Meral Al-Mer (* 2. Februar 1981 in Mönchengladbach) ist eine deutsche Musikerin, Journalistin und Autorin.

## Leben
Meral Al-Mer wurde in Mönchengladbach geboren und wuchs dort auf. Seit 2003 lebt und arbeitet sie in Berlin.

## Musik
2010 wurde Meral Al-Mer durch X Factor, einer Musik-Castingshow mit Till Brönner, Sarah Connor und George Glueck, einem breiten Publikum bekannt.
Ihre erste musikalische Veröffentlichung „Streetgirls“ – Tocadiso feat. Meral Al-Mer bei Universal landete für 10 Wochen in den Dance-Chart Hits auf Platz 10 in den Beneluxstaaten. Des Weiteren veröffentlichte sie 2013 die Singles „Losgehen“ und „Telefon aus“ (feat. Tocadisco). 2014 folgte „Wie ein Winter“ (feat. Tocadisco). 2017 veröffentlichte sie die Single „Wer ist Meral?“ sowie die EP „Meral“. 2019 veröffentlichte sie mit „Kaleidoskop“ einen neuen Song, 2020 folgten die Singles „Rote Blumen“, „Einer dieser Tage“ und „Melancholia“.

## Buch
Meral Al-Mers erstes Buch „Nicht ohne meine Mutter“ erschien am 19. April 2013 bei Bastei Lübbe. Darin schreibt sie unter anderem über ihre schwierige Kindheit.
Im Mai 2013 kam es auf der Bestsellerliste auf Platz 46.

## Weitere Arbeiten
Meral Al-Mer arbeitete als Synchronsprecherin für den Film Cloverfield.
Als Schauspielerin war sie in „POEM“, einem Film von Ralph Schmerberg, zu sehen und in Das wilde Leben, auf der Volksbühne Berlin in der Hauptrolle Hedwig in der Operette Frühling von Franz Lehár sowie in Mein Flaschengeist und ich.
Außerdem war sie zu Gast bei mieten, kaufen, wohnen (VOX).
Von 2017 bis 2018 war sie regelmäßig in einer Gastrolle „Meral die Musikerin“ bei Berlin Tag und Nacht zu sehen.
Im Jahr 2020 wurde sie in der Reihe Germania (YouTube) porträtiert.

## Preise
2008 war Meral Al-Mer für den Civis Preis nominiert und erhielt im Rahmen des Victor-Klemperer-Wettbewerbs eine besondere Anerkennung für herausragende Leistungen.
Sie gewann den Axel-Springer-Preis für junge Journalisten.
Im Dezember 2013 erhielt sie gemeinsam mit Lucas Vogelsang für den Text Sie nannten sie Titten-Gitti den Deutschen Reporterpreis in der Kategorie „Beste Lokalreportage“.